# Mestre da cavalaria
Mestre da cavalaria (em latim: magister equitum) era um cargo político do mundo romano que existiu da República Romana ao Império Romano e Império Bizantino.
Na República Romana, o cargo estava ligado ao cargo de ditador: ao ser escolhido um ditador, ele deveria escolher um mestre da cavalaria, exceto nos casos em que o Senado definia o nome do mestre da cavalaria junto do ditador. O ditador não podia existir sem um mestre da cavalaria e, caso este morresse durante os seis meses da ditadura, um outro deveria ser nomeado em seu lugar. O mestre da cavalaria estava submetido ao imperium do ditador, mas, na ausência do ditador, ele exercia suas funções. Houve uma ocasião em que o mestre da cavalaria recebeu o imperium equivalente ao ditador, o que, na prática, significou que houve dois ditadores, mas esta foi uma situação anômala. Há discussões sobre que tipo de cargo o mestre da cavalaria tinha em Roma, se seria equivalente a edil curul, tribuno consular ou pretor. Como o nome indica, o mestre da cavalaria era, inicialmente, o comandante da cavalaria, assim como o ditador era o comandante das legiões, a infantaria, e sua relação era semelhante à que havia entre o rei e o tribuno celeno.

## Lista dos mestres da cavalaria
- Lista de cônsules da República Romana